# European Union Public Licence
European Union Public Licence (EUPL),  v češtině veřejná licence Evropské unie, je free/open source licence (F/OSS) vytvořená a poskytovaná Evropskou komisí. Licence je k dispozici ve 23 úředních jazycích Evropské unie. První draft EUPL (v0.1) byl zveřejněn v červnu 2006. Poslední verze (v1.2) vyšla v květnu 2017. Od té doby byla EUPL v1.2 použita ve více než 500 projektů. EUPL byla primárně vytvořena pro administrativu Evropských institucí, používá ji například IDA, IDABC nebo ISA.

## Důvod vzniku
EUPL byla vytvořena v souladu se zákony EU jako nástroj pro distribuci a sdílení softwaru vytvořeného Evropskými institucemi pod licencí, ale je ji možné využít i veřejně. Evropské komisi chyběla open source licence vytvořená v souladu s evropskými zákony, která by měla stejnou legální hodnotu ve všech oficiálních jazycích EU a byla by platná ve všech členských zemích EU. Hlavním cílem EUPL je udržovat kompatibilitu se zákony členských zemí EU a zároveň být kompatibilní s jinými free/open source licencemi.

## Obsah
EUPL stanoví, že musí být zdarma dostupná pro všechny uživatele. Pokud je software modifikován, musí se zachovat stejné podmínky licence. Distribuce softwaru by se měla vyhnout přivlastňování i po modifikování třetí stranou, jedná se tedy o copyleftovou licenci. EUPL poskytuje následující práva:
- Používat software v jakýchkoliv podmínkách a pro všechny možnosti využití (včetně komerčního).
- Reprodukovat software.
- Modifikovat software a tvořit deriváty vycházející z původního softwaru.
- Komunikovat s veřejností, včetně prezentování nebo zveřejňování softwaru.
- Distribuovat software nebo jeho kopie.
- Pronajímat software nebo jeho kopie.

## Specifikace EUPL
EUPL se od jiných open source licencí liší hlavně tím, že byla vytvořena v souladu s právem EU a členských zemí EU. Lze ji tedy legálně použít v jakékoliv členské zemi EU. Licence byla vytvořena tak, aby byla kompatibilní s jinými populárními open source licencemi (například GPL-2.0, GPL-3.0, LGPL, CeCILL, OSL, EPL nebo MPL). Další významná specifikace spočívá v miltilinguálnosti licence, žádná jiná licence nedosponuje 23 originálními jazyky se stejnou legální hodnotou.

## Projekty využívající EUPL
EUPL byla využita v OpenOffice, Koha Integrated Library System, CIRCA, Joinup nebo GEFEG.FX.